# 第54通信連隊 (フランス軍)
第54通信連隊（だいごじゅうよんつうしんれんたい、54e régiment de transmissions：54e RT）は、バ＝ラン県アグノーに駐屯する、情報旅団隷下のフランス陸軍の電子戦連隊である。
兵種は通信、伝統的区分も通信である。

## 最新の部隊編成
- 連隊本部
- 本部管理中隊
- 管理支援中隊
- 基礎訓練中隊
- 第1戦闘情報評価中隊
- 第2戦闘情報評価中隊
- 電子戦準備中隊
- 第1電子情報支援中隊
- 第2電子情報支援中隊
- 予備通信中隊

## 連隊の任務
連隊は、各種通信機器を用いて電波情報収集および編集を行い、電子戦および対電子戦作戦に従事する。

## 主要装備
- GIAT BM92-G1
- FA-MAS
- AA-52
- VAB
- P4
- TRM 2000
- TRM 4000